# Eric Oelschlägel
Eric Oelschlägel (Hoyerswerda, 20 settembre 1995) è un calciatore tedesco, portiere del St. Pauli.

## Carriera

### Club
Cresciuto nel settore giovanile della Dinamo Dresda, nel 2011 si trasferisce al Wolfsburg dove gioca dal 2014 al 2018 nella squadra riserve. Successivamente passa al Borussia Dortmund che lo utilizza anch'esso nella seconda squadra, con cui colleziona 43 presenze nell'arco di due stagioni; il 5 febbraio 2019 fa il suo esordio in prima squadra giocando da titolare l'incontro di DFB-Pokal perso ai rigori contro il Werder Brema.
Il 5 ottobre 2020 si trasferisce a titolo definitivo all'Utrecht, con cui firma per una stagione.

### Nazionale
Nel 2016 viene selezionato come riserva in vista della Olimpiadi di Rio de Janeiro. Nella finale contro il Brasile viene inserito in panchina come sostituto di Leon Goretzka, infortunatosi nel match inaugurale;nonostante non sia sceso in campo, viene premiato con la medaglia d'argento.

## Statistiche
Statistiche aggiornate al 10 gennaio 2021.

### Presenze e reti nei club
| Stagione                    | Squadra                     | Campionato                  | Campionato | Campionato | Coppe nazionali | Coppe nazionali | Coppe nazionali | Coppe continentali | Coppe continentali | Coppe continentali | Altre coppe | Altre coppe | Altre coppe | Totale | Totale | Totale |
| Stagione                    | Squadra                     | Comp                        | Pres       | Reti       | Comp            | Pres            | Reti            | Comp               | Pres               | Reti               | Comp        | Pres        | Reti        | Pres   | Reti   |        |
| --------------------------- | --------------------------- | --------------------------- | ---------- | ---------- | --------------- | --------------- | --------------- | ------------------ | ------------------ | ------------------ | ----------- | ----------- | ----------- | ------ | ------ | ------ |
| 2014-2015                   | Werder Brema II             | RL                          | 1          | -1         |                 | -               | -               |                    | -                  | -                  |             | -           | -           | 1      | -1     |        |
| 2015-2016                   | Werder Brema II             | 3L                          | 19         | -20        |                 | -               | -               |                    | -                  | -                  |             | -           | -           | 19     | -20    |        |
| 2016-2017                   | Werder Brema II             | 3L                          | 12         | -10        |                 | -               | -               |                    | -                  | -                  |             | -           | -           | 12     | -10    |        |
| 2017-2018                   | Werder Brema II             | 3L                          | 36         | -61        |                 | -               | -               |                    | -                  | -                  |             | -           | -           | 36     | -61    |        |
| Totale Werder Brema II      | Totale Werder Brema II      | Totale Werder Brema II      | 68         | -92        |                 | -               | -               |                    | -                  | -                  |             | -           | -           | 68     | -92    |        |
| 2018-2019                   | Borussia Dortmund II        | RL                          | 28         | -28        |                 | -               | -               |                    | -                  | -                  |             | -           | -           | 28     | -28    |        |
| 2019-2020                   | Borussia Dortmund II        | RL                          | 15         | -14        |                 | -               | -               |                    | -                  | -                  |             | -           | -           | 15     | -14    |        |
| Totale Borussia Dortmund II | Totale Borussia Dortmund II | Totale Borussia Dortmund II | 43         | -42        |                 | -               | -               |                    | -                  | -                  |             | -           | -           | 43     | -42    |        |
| 2018-2019                   | Borussia Dortmund           | BL                          | 0          | 0          | CG              | 1               | -3              | UCL                | 0                  | 0                  |             | -           | -           | 1      | -3     |        |
| 2019-2020                   | Borussia Dortmund           | BL                          | 0          | 0          | CG              | 0               | 0               | UCL                | 0                  | 0                  | SG          | 0           | 0           | 1      | -3     |        |
| 2020-2021                   | Jong Utrecht                | 1D                          | 1          | -1         | CO              | 0               | 0               |                    | -                  | -                  |             | -           | -           | 1      | -1     |        |
| 2020-2021                   | Utrecht                     | ED                          | 4          | -7         | CO              | 1               | -4              |                    | -                  | -                  |             | -           | -           | 5      | -11    |        |
| Totale carriera             | Totale carriera             | Totale carriera             | 116        | -142       |                 | 2               | -7              |                    | 0                  | 0                  |             | 0           | 0           | 118    | -149   |        |

## Palmarès

### Club
- Supercoppa di Germania: 1

Borussia Dortmund: 2019

### Nazionale
- Argento olimpico: 1

Rio de Janeiro 2016